# Stylopauropoides dytanekes
Stylopauropoides dytanekes är en mångfotingart som beskrevs av Ulf Scheller 1999. Stylopauropoides dytanekes ingår i släktet Stylopauropoides och familjen fåfotingar. Inga underarter finns listade i Catalogue of Life.